# Верхняя Тёя
Верхняя Тёя (хак. Чоғархы Тӧӧ) — аал в Аскизском районе.

## Географическое расположение
Находится в 72 км от райцентра — с. Аскиз. Ближайшая ж.-д. станция Усть-Есь — 43 км.
Деревня расположена на р. Тёя.

## Население
| 2002 | 2010 |
| ---- | ---- |
| 181  | ↘141 |

Число хозяйств — 67, население — 166 чел. (01.01.2004), хакасы.

## Социальная инфраструктура
Имеются начальная школа, клуб, фельдшерско-акушерский пункт.

## Известные личности
- Михаил Боргояков — заслуженный тренер РСФСР по греко-римской борьбе (1982), заслуженный работник физической культуры и спорта Республики Хакасия (1994)
- Михаил Кильчичаков — хакасский поэт и драматург, заслуженный деятель искусств РСФСР